# Campeonato Paranaense de Futebol de 2009 - Terceira Divisão
O Campeonato Paranaense de Futebol de 2009 - Série Bronze foi a 10° edição do Campeonato Paranaense de Futebol da Terceira Divisão. Participaram 6 clubes em uma chave unificada.

## Participantes em 2009
| Equipe                                   | Cidade      | Região                      | No ano anterior | Estádio                                   | Capacidade | Títulos        | Participações |
| ---------------------------------------- | ----------- | --------------------------- | --------------- | ----------------------------------------- | ---------- | -------------- | ------------- |
| Associação de Futebol Tigrão de Umuarama | Umuarama    | Microrregião de Umuarama    | Lugar           | Estádio Municipal Lúcio Pipino            | 3.000      | 0 (não possui) | 2             |
| Clube Atlético Desportivo Jacarezinho    | Jacarezinho | Microrregião de Jacarezinho | Lugar           | Estádio Pedro Vilela                      | --         | 0 (não possui) | 2             |
| Futebol Clube Cascavel                   | Cascavel    | Microrregião de Cascavel    | Estreante       | Estádio Olímpico Regional Arnaldo Busatto | 28.125     | 0 (não possui) | 1             |
| Sociedade Esportiva Matsubara            | Cambará     | Microrregião de Jacarezinho | Não Participou  | Estádio Gustavo Nunes Diniz               | --         | 0 (não possui) | 2             |
| Pato Branco Esporte Clube                | Pato Branco | Microrregião de Pato Branco | Não Participou  | Estádio Os Pioneiros                      | 1.500      | 0 (não possui) | 2             |
| Associação Atlética Batel                | Guarapuava  | Microrregião de Guarapuava  | Estreante       | Estádio Waldomiro Gelinski                | 7.000      | 0 (não possui) | 1             |

### Classificação
| Série Bronze - Primeira fase                                                                                                  | Série Bronze - Primeira fase | Série Bronze - Primeira fase | Série Bronze - Primeira fase | Série Bronze - Primeira fase | Série Bronze - Primeira fase | Série Bronze - Primeira fase | Série Bronze - Primeira fase | Série Bronze - Primeira fase | Série Bronze - Primeira fase | Série Bronze - Primeira fase | Série Bronze - Primeira fase | Série Bronze - Primeira fase |
| Time | Time                         | Pts                          | J                            | V                            | E                            | D                            | GP                           | GC                           | SG                           |                              |                              |                              |
| --- | ---------------------------- | ---------------------------- | ---------------------------- | ---------------------------- | ---------------------------- | ---------------------------- | ---------------------------- | ---------------------------- | ---------------------------- | ---------------------------- | ---------------------------- | ---------------------------- |
| 1 | Pato Branco                  | 20                           | 9                            | 6                            | 2                            | 1                            | 15                           | 8                            | 7                            |                              |                              |                              |
| 2 | FC Cascavel                  | 16                           | 9                            | 5                            | 1                            | 3                            | 18                           | 11                           | 7                            |                              |                              |                              |
| 3 | Jacarezinho                  | 13                           | 9                            | 5                            | 1                            | 4                            | 11                           | 13                           | -2                           |                              |                              |                              |
| 4 | Tigrão                       | 12                           | 9                            | 3                            | 3                            | 3                            | 10                           | 8                            | 2                            |                              |                              |                              |
| 5 | Matsubara                    | 9                            | 9                            | 2                            | 3                            | 4                            | 9                            | 15                           | -6                           |                              |                              |                              |
| 6 | Batel                        | 6                            | 9                            | 2                            | 0                            | 7                            | 5                            | 13                           | -8                           |                              |                              |                              |
| Pts – Pontos ganhos; J – Jogos; V - Vitórias; E - Empates; D - Derrotas; GP – Gols pró; GC – Gols contra; SG – Saldo de gols; |                              |                              |                              |                              |                              |                              |                              |                              |                              |                              |                              |                              |

Resultados:
1ª Rodada
Domingo – 02/08, às 15h30
Cascavel(FC) 4 x 0 Matsubara
(Estádio Olímpico de Cascavel – Cascavel-PR)
Domingo – 02/08, às 15h30
Jacarezinho 1 x 0 Batel
(Estádio Municipal Pedro Vilela – Jacarezinho-PR)
Domingo - 02/08, às 15h30
Tigrão Umuarama 2 x 2 Pato Branco
(Estádio Municipal Lucio Pepino – Umuarama-PR)
2ª Rodada
Domingo - 09/08, às 15h15
Batel 2 x 0 Cascavel(FC)
(Estádio Lobo Solitário – Guarapuava-PR)
Quarta - 12/08, às 15h00
Matsubara 0 x 0 Tigrão Umuarama
(Estádio José Eleutério da Silva – Santo Antônio da Platina-PR)
Quarta - 12/08, às 15h15
Pato Branco 1 x 0 Jacarezinho
(Estádio Os Pioneiros – Pato Branco-PR)
3ª Rodada
Domingo - 16/08, às 15h15
Matsubara 0 x 1 Jacarezinho
(Estádio José Eleutério da Silva – Santo Antônio da Platina-PR)
Domingo - 16/08, às 15h15
Cascavel(FC) 1 x 0 Tigrão Umuarama
(Estádio Olímpico de Cascavel – Cascavel-PR)
Domingo - 16/08, às 15h15
Batel 0 x 1 Pato Branco
(Estádio Lobo Solitário – Guarapuava-PR)
4ª Rodada
Domingo – 23/08, às 15h15
Jacarezinho 0 x 1 Cascavel(FC)
(Estádio Municipal Pedro Vilela – Jacarezinho-PR)
Domingo - 23/08, às 15h15
Pato Branco 2 x 1 Matsubara
(Estádio Os Pioneiros – Pato Branco-PR)
Domingo - 23/08, às 15h15
Tigrão Umuarama 0 x 1 Batel
(Estádio Municipal Lucio Pepino – Umuarama-PR)
5ª Rodada
Domingo - 30/08, às 15h15
Matsubara 2 x 1 Batel
(Estádio José Eleutério da Silva – Santo Antônio da Platina-PR)
Domingo - 30/08, às 15h15
Cascavel(FC) 1 x 4 Pato Branco
(Estádio Olímpico de Cascavel – Cascavel-PR)
Domingo – 30/08, às 15h15
Jacarezinho 0 x 1 Tigrão Umuarama
(Estádio Municipal Pedro Vilela – Jacarezinho-PR)
6ª Rodada
Domingo - 06/09, às 15h15
Matsubara 1 x 0 Cascavel(FC)
(Estádio José Eleutério da Silva – Santo Antônio da Platina-PR)
Domingo - 06/09, às 15h15
Batel 0 x 2 Jacarezinho
(Estádio Lobo Solitário – Guarapuava-PR)
Domingo - 06/09, às 15h15
Pato Branco 1 x 0 Tigrão Umuarama
(Estádio Os Pioneiros – Pato Branco-PR)
7ª Rodada
Domingo - 13/09, às 15h15
Cascavel(FC) 3 x 1 Betel
(Estádio Olímpico de Cascavel – Cascavel-PR)
Domingo - 13/09, às 15h15
Jacarezinho 3 x 1 Pato Branco
(Estádio Municipal Pedro Vilela – Jacarezinho-PR)
Domingo - 13/09, às 15h15
Tigrão Umuarama 3 x 1 Matsubara
(Estádio Municipal Lucio Pepino – Umuarama-PR)
8ª Rodada
Domingo - 20/09, às 15h15
Pato Branco 2 x 0 Batel
(Estádio Os Pioneiros – Pato Branco-PR)
Domingo - 20/09, às 15h15
Jacarezinho 3 x 3 Matsubara
(Estádio Municipal Pedro Vilela – Jacarezinho-PR)
Domingo - 20/09, às 15h15
Tigrão Umuarama 2 x 2 Cascavel(FC)
(Estádio Municipal Lucio Pepino – Umuarama-PR)
9ª Rodada
Sábado - 26/09, às 15h15
Matsubara 1 x 1 Pato Branco
(Estádio José Eleutério da Silva – Santo Antônio da Platina-PR)
Domingo - 27/09, às 15h15
Cascavel(FC) 6 x 1 Jacarezinho
(Estádio Olímpico de Cascavel – Cascavel-PR)
Domingo - 27/09, às 15h15
Batel 0 x 2 Tigrão Umuarama
(Estádio Lobo Solitário – Guarapuava-PR)
10ª Rodada
Sábado - 03/10, às 15h15
Cascavel(FC)  x  Pato Branco
(Estádio Os Pioneiros – Pato Branco-PR)
Sábado - 03/10, às 15h15
Batel  x  Matsubara
(Estádio Lobo Solitário – Guarapuava-PR)
Sábado - 03/10, às 15h15
Tigrão Umuarama  x  Jacarezinho
(Estádio Municipal Lucio Pepino – Umuarama-PR)
Melhor Ataque
FC Cascavel com 18 Gols marcados.
Melhor Defesa
Pato Branco com 8 Gols Contra.
Tigrão de Umuarama com 8 Gols Contra.
Maior Goleada
FC Cascavel 6 x 1 Jacarezinho

## Campeão
| Campeão Paranaense de 2009 - Terceira Divisão |
| --------------------------------------------- |
| Pato Branco Esporte Clube 1° Título           |